# Amélie Mauresmo
Amélie Simone Mauresmo (ur. 5 lipca 1979 w Saint-Germain-en-Laye) – francuska tenisistka, zwyciężczyni wielkoszlemowych turniejów Australian Open 2006 i Wimbledonu 2006, nr 1 w kobiecym tenisie na świecie w 2004 i 2006, wicemistrzyni olimpijska z Aten (2004) w singlu, zdobywczyni Pucharu Federacji, członkini Międzynarodowej Tenisowej Galerii Sławy.
W marcu 2007 została uhonorowana przez prezydenta Francji tytułem Kawalera Orderu Legii Honorowej, najwyższego francuskiego odznaczenia państwowego.
W filmie Asterix na Olimpiadzie zagrała w jednej ze scen samą siebie.
3 grudnia 2009 roku ogłosiła zakończenie kariery sportowej.
Od 8 czerwca 2014 do 9 maja 2016 roku Mauresmo była trenerką Andy’ego Murraya.
W 2021 roku została pierwszą kobietą wybraną na stanowisko dyrektora wielkoszlemowego French Open.

## Kariera tenisowa

### 1993
Zagrała w pierwszym turnieju z cyklu ITF w Marsylii. Przegrała w pierwszej rundzie.

### 1994
Zagrała w kolejnych sześciu turniejach ITF. W jednym doszła do półfinału.

### 1995
Zadebiutowała w rozgrywkach WTA Tour. Swój pierwszy mecz rozegrała we French Open. Przegrała w pierwszej rundzie. Wcześniej przyznano jej dziką kartę do eliminacji. W cyklu ITF wygrała jeden turniej w singlu i dwa w deblu.

### 1996
Wygrała swoje pierwsze mecze seniorskie. We French Open pokonała Beate Reinstadler w pierwszej rundzie. Przegrała z Brendą Schultz-McCarth 4:6, 7:5, 5:7 w drugiej. W Rosmalen pokonała Aleksandrę Fusai w pierwszej rundzie. Przegrała z Ivą Majoli w drugiej. Odpadła w eliminacjach do Australian Open i do turnieju Open Gaz de France. Wygrała juniorskie French Open i Wimbledon.

### 1997
Zagrała w sześciu turniejach WTA. Czterokrotnie doszła do drugiej rundy, w tym we French Open (zagrała jako dzika karta, przegrała ze Steffi Graf). Odpadła w eliminacjach do Australian Open i Wimbledonu. Wygrała drugi i ostatni w karierze turniej ITF w singlu. Zadebiutowała w pierwszej setce rankingu WTA. 22 grudnia zajmowała 100. miejsce.

### 1998
Po raz pierwszy zakończyła sezon w czołowej trzydziestce rankingu. Największym sukcesem był awans do finału turnieju kategorii I w Berlinie. Mauresmo obroniła piłkę meczową w eliminacjach. Potem pokonała numer 2 Lindsay Davenport i numer 3 Janę Novotną. Były to jej pierwsze zwycięstwa nad zawodniczkami z czołowej dziesiątki. Przegrała w finale z Conchitą Martínez. Była najniżej notowaną zawodniczką (65. miejsce w rankingu), której w jednym turnieju udało się pokonać dwie tenisistki z czołowej trójki od czasów Lisy Bonder, której udało się to w 1983 w Tokio (zajmowała wówczas 54. pozycję). Była także pierwszą zawodniczką z eliminacji i czwartą pod względem najniższego rankingu, której udało się osiągnąć finał turnieju kategorii I. Dwukrotnie awansowała do ćwierćfinału: w Pradze i New Haven (pokonała sklasyfikowaną na dziewiątym miejscu Nathalie Tauziat i po raz trzeci ograła zawodniczkę z czołowej dziesiątki). Osiągnęła trzecią rundę w dwóch turniejach wielkoszlemowych (za każdym razem był to jej debiut). W Australian Open przegrała z Venus Williams, w US Open rozegrała trzy-setowy mecz z Martiną Hingis. Na Wimbledonie doszła do drugiej rundy. Odpadła w pierwszej rundzie French Open.

### 1999
Po raz pierwszy zakończyła sezon w czołowej dziesiątce rankingu. Niespodziewanie zadebiutowała w finale turnieju wielkoszlemowego w Australian Open. Jako 29. zawodniczka świata obroniła piłkę meczową grając przeciwko Corinie Morariu w pierwszej rundzie. Potem pokonała numer 9 Patty Schnyder w drugiej rundzie oraz numer 1 Lindsay Davenport 4:6, 7:5, 7:5 w półfinale. W finale uległa numerowi 2 Martinie Hingis. Pozostałymi dobrymi rezultatami były zwycięstwo w pierwszym turnieju cyklu WTA Tour w Bratysławie (w finale pokonała Kim Clijsters), finał Open Gaz de France w Paryżu (pokonała numer 1 Martinę Hingis, przegrała z Sereną Williams 7:6 w trzecim secie), półfinały w Rzymie i Linzu i ćwierćfinały w New Haven (pokonała numer 10 Julie Halard-Decugis) i Tokio (Princess Cup). Raz osiągnęła czwartą rundę turnieju (w US Open, przegrała z Anke Huber), trzecią rundę dwukrotnie, drugą rundę dwukrotnie (w tym we French Open) i trzykrotnie odpadła w pierwszej rundzie (w tym w WTA Finals, przegrała z Davenport w trzech setach). 10 maja zadebiutowała w czołowej dziesiątce rankingu (dołączyła do Mary Pierce i Nathalie Tauziat, Francja została wówczas trzecim krajem, po USA i Australii, z którego trzy zawodniczki były jednocześnie w czołowej dziesiątce). 15 listopada dołączyła do Halard-Decugis, Pierce i Tauziat, dzięki czemu Francja miała jednocześnie cztery zawodniczki w dziesiątce. Skręciła prawą kostkę podczas meczu pierwszej rundy debla we French Open, przez co nie wystąpiła na Wimbledonie.

### 2000
Zakończyła rok na 16. miejscu po sezonie, w którym największym osiągnięciem było wygranie drugiego turnieju singlowego w Sydney. Pokonała numer 5 Mary Pierce, numer 1 Martinę Hingis i numer 2 Lindsay Davenport w ostatnich trzech rundach (została czwartą kobietą w historii, której udało się pokonać trzy zawodniczki z czołowej piątki w turnieju niewielkoszlemowym). Jako jedynej w okresie od września 1999 do kwietnia 2000 udało jej się wygrać z Lindsay Davenport. Doszła do finału w Bol (przegrała z Tatianą Pisnik) i Rzymie (pokonała numer 5 Mary Pierce i numer 10 Arantxę Sánchez Vicario, przegrała z Monicą Seles). Osiągnęła półfinał w Hanowerze (przegrała 6:7 w trzecim secie z Sereną Williams) i Moskwie (przegrała z Martiną Hingis). Doszła do czwartej rundy we French Open (przegrała z Seles). Odpadła w drugiej rundzie Australian Open i w pierwszych rundach Wimbledonu i Olimpiady w Sydney. W Linz wygrała swój pierwszy turniej deblowy (grała w parze z Chandą Rubin). Skreczowała podczas meczu drugiej rundy w Indian Wells z powodu kontuzji pleców. Później przez siedem tygodni nie występowała. Podczas turnieju w Rzymie przekazała 6750 dolarów nagrody uzyskanej za dojście do półfinału w deblu włoskiemu dziecku, które odniosło szereg obrażeń w wypadku samochodowym. W lipcu i sierpniu ponownie wycofała się z szeregu turniejów (w tym z US Open) z powodu kontuzji pleców oraz z kończącego sezon Turnieju Mistrzyń z powodu kontuzji nogi.

### 2001
Po raz drugi zakończyła sezon w czołowej dziesiątce rankingu. Wygrała cztery turnieje (w tym trzy z rzędu). Wygrała 16 kolejnych spotkań, dzięki czemu triumfowała kolejno w Open Gaz de France, Nicei i Amelia Island. Dzięki udanym występom powróciła do czołowej dziesiątki rankingu. Awansowała na dziewiąte miejsce, wyprzedziła Mary Pierce i po raz pierwszy została numerem 1 we Francji. Przegrała w ćwierćfinale w Charleston z Martiną Hingis, ale powróciła do formy i wygrała swój czwarty turniej w 2001 w Berlinie (pokonała numer 1 Hingis i numer 4 Jennifer Capriati w ostatnich dwóch rundach). Doszła do finału w Rzymie (po raz kolejny pokonała numer 1 Martinę Hingis w półfinale, przegrała z Jeleną Dokić w finale). Pierwszy raz awansowała na piąte miejsce w rankingu po tym, jak była dziewiętnasta 11 lutego. W okresie od 5 lutego do 20 maja uzyskała wynik 25:1 (wygranych do przegranych). Nieoczekiwanie odpadła w pierwszej rundzie French Open, pomimo że była uznawana za faworytkę (miała piąty numer w rozstawieniu, przegrała z Janą Kandarr). Doszła do półfinału w Sydney (pokonała numer 4 Monicę Seles, wycofała się przed meczem z Lindsay Davenport z powodu kontuzji pleców). Osiągnęła ćwierćfinały w New Haven, US Open (przegrała z Capriati) i Filderstadt. Odpadła w czwartej rundzie Australian Open (przegrała z Venus Williams) i w trzeciej rundzie Wimbledonu. Przegrała mecz otwarcia w Turnieju Mistrzyń z Sandrine Testud. Wycofała się z turniejów w Bol, Eastbourne i Zurychu z powodu wyczerpania. Nie zagrała także w Luksemburgu z powodu kontuzji lewej nogi.

### 2002
Po raz trzeci zakończyła sezon w czołowej dziesiątce rankingu. Wygrała turnieje w Dubaju (po drodze pokonała Monicę Seles) i Montrealu (pokonała numer 3 Jennifer Capriati w finale). Dwa razy z rzędu awansowała do półfinału w turniejach wielkoszlemowych. Na Wimbledonie pokonała numer 3 Capriati w ćwierćfinale, przegrała z Sereną Williams. W US Open pokonała numer 7 Kim Clijsters i numer 3 Capriati, przegrała w trzech setach z Venus Williams. Cztery pozostałe półfinały osiągnęła w Open Gaz de France, Antwerpii, Moskwie i Filderstadt (przegrała z Kim Clijsters po tym jak miała piłkę meczową przy stanie 5:3 w trzecim secie). Sześciokrotnie osiągnęła ćwierćfinał (w tym w Australian Open, gdzie przegrała z Capriati). Doszła do czwartej rundy we French Open. Po raz pierwszy w karierze zarobiła ponad milion dolarów w sezonie. Nie wystąpiła w Zurychu, a potem wycofała się z Turnieju Mistrzyń z powodu zapalenia chrząstki w prawej nodze.

### 2003
Po raz pierwszy zakończyła sezon w czołowej piątce rankingu. Osiągnęła ćwierćfinał lub więcej w 14 z 17 startów. Wygrała turnieje w Warszawie (w finale Venus Williams skreczowała z powodu naciągnięcia mięśni brzucha) i Filadelfii. Doszła do czterech finałów: w Open Gaz de France (przegrała z Sereną Williams), Rzymie (pokonała numer 7 Jennifer Capriati i numer 1 Serenę Williams, przegrała z Kim Clijsters w trzech setach), Moskwie (przegrała z Anastasiją Myskiną) i w Turnieju Mistrzyń (uzyskała wynik 1:2 w grupie, w półfinale pokonała numer 2 Justine Henin, przegrała z numerem 1 Kim Clijsters w finale). Trzykrotnie była półfinalistką, pięciokrotnie ćwierćfinalistką (w tym po raz pierwszy w dziewiątym występie we French Open i w US Open). Na początku roku powróciła na kort po czteromiesięcznej przerwie spowodowanej kontuzją. W lutym rozpoczęła sezon od występu w Open Gaz de France. Była jedyną zawodniczką, której w 2003 udało się pokonać obie siostry Williams. Wygrała wszystkie mecze w Pucharze Federacji. Dzięki jej ośmiu zwycięstwom Francja po raz drugi sięgnęła po tytuł. Wycofała się z Wimbledonu z powodu kontuzji mięśnia prawego żebra.

### 2004
Po raz kolejny zakończyła rok w czołowej piątce rankingu. Wygrała pięć turniejów i awansowała na pierwsze miejsce w klasyfikacji WTA. Dobrze spisała się na kortach ziemnych. Wygrała turnieje kategorii I w Berlinie (pokonała Jennifer Capriati w półfinale, w finale walkowerem poddała jej mecz Venus Williams, z powodu kontuzji kostki) i Rzymie (w finale pokonała Capriati 3:6, 6:3, 7:6, obroniła piłkę meczową przy stanie 4:5 w trzecim secie). Została trzecią zawodniczką w historii, której udało się w jednym roku wygrać turnieje w Berlinie i Rzymie. Wcześniej dokonały tego Steffi Graf w 1987 i Monica Seles w 1990. W Montrealu pokonała Jelenę Lichowcewą w finale i zdobyła tam swój drugi tytuł. Był to jej trzeci turniejowy triumf w turnieju kategorii I w sezonie. Po US Open 13 września 2004 została liderką rankingu WTA (była pierwszą zawodniczką z Francji, której udała się ta sztuka). Utrzymała prowadzenie przez pięć tygodni. 18 października została wyprzedzona przez Lindsay Davenport. Osiągnęła finał w turnieju olimpijskim w Atenach (przegrała z Justine Henin). Zdobyła srebrny medal. Pod koniec roku wygrała dwa turnieje z rzędu, w Linzu i Filadelfii (w drodze do finału pokonała Venus Williams, w finale ograła Wierę Zwonariową). Była także finalistką w Sydney (przegrała z Justine Henin), Amelia Island (pokonała numer 1 Justine Henin 6:7, 7:5, 6:3 w półfinale, obroniła piłkę meczową przy stanie 4:5 w drugim secie, przegrała z Lindsay Davenport) i Filderstadt (po raz pierwszy wystąpiła jako numer 1, w finale grając przeciwko Davenport skreczowała z powodu naciągnięcia mięśnia przywodziciela). Osiągnęła półfinał w Eastbourne, na Wimbledonie (przegrała z Sereną Williams 7:6, 5:7, 4:6 po tym, jak miała piłkę dającą prowadzenie 4:1 w drugim secie) i WTA Finals (nie przegrała seta w meczach grupowych, m.in. pokonała późniejszą triumfatorkę Mariję Szarapową, przegrała z Sereną Williams 6:4, 6:7, 4:6 po tym, jak prowadziła 3:1 w drugim secie). Zakończyłaby rok na pierwszym miejscu w rankingu, gdyby zdobyła tytuł. Była ćwierćfinalistką czterokrotnie, w tym we French Open, US Open i Australian Open (odniosła kontuzję podczas meczu czwartej rundy przeciwko Alicii Molik, naciągnęła mięśnie pleców i nie przystąpiła do ćwierćfinału przeciwko Fabioli Zuluadze). Przegrała wcześniej niż w ćwierćfinale tylko w jednym z 16 startów (w drugiej rundzie w San Diego uległa Molik). Wycofała się z turniejów Open Gaz de France, Antwerpia, Dubaj, Doha i Indian Wells z powodu kontuzji mięśni odniesionej podczas Australian Open. Wycofała się także z turnieju w Charleston. Zrezygnowała z udziału w turnieju w Moskwie z powodu kontuzji mięśnia przywodziciela odniesionej podczas finału w Filderstadt. Wygrała 63 mecze. Był to jej najlepszy wynik w karierze oraz najlepszy spośród wszystkich zawodniczek w sezonie (tyle samo spotkań wygrała Lindsay Davenport).

### 2005
Po raz kolejny zakończyła rok w czołowej piątce rankingu. Wygrała cztery turnieje, w tym po raz pierwszy WTA Finals. Do Turnieju Mistrzyń zakwalifikowała się po raz siódmy z rzędu (nie wystartowała w nim w 2000 i 2002 z powodu kontuzji). Po raz trzeci z rzędu osiągnęła tam półfinał lub więcej. Wyszła z grupy z wynikiem 2:1 (przegrała z Mary Pierce). Następnie pokonała Mariję Szarapową w półfinale i zrewanżowała się za porażkę grupową Pierce. W trwającym trzy godziny i sześć minut finale zwyciężyła 5:7, 7:6, 6:4 (jest to drugi pod względem długości finał w historii turnieju, odkąd rozgrywa się go do dwóch wygranych setów, najdłuższym jest finał z 2007). Została pierwszą zwyciężczynią z Francji w pierwszym całkowicie francuskim finale. Wygrała zacięte mecze finałowe w trzech innych turniejach: w Antwerpii (pokonała Venus Williams 4:6, 7:5, 6:4 po tym, jak przegrywała 3:5 w drugim i 2:4 w trzecim secie), Rzymie (pokonała Patty Schnyder 2:6, 6:3, 6:4, był to jej szósty wygrany turniej kategorii I) i Filadelfii (pokonała Jelenę Diemientjewą 7:5, 2:6, 7:5, po raz pierwszy wygrała jeden turniej trzy razy z rzędu). Trzykrotnie osiągnęła finał: w Open Gaz de France, New Haven i Filderstadt. Cztery razy odpadła w półfinale: w Dosze (przegrała z Alicią Molik, powróciłaby na pierwsze miejsce w rankingu, gdyby wygrała mecz), Miami, na Wimbledonie i w Toronto. Osiągnęła trzy ćwierćfinały: w Australian Open, Berlinie i US Open. Nie osiągnęła ćwierćfinału w 5 z 19 startów, w tym we French Open (przegrała z Aną Ivanović w trzeciej rundzie). Spędziła cały rok w czołowej czwórce rankingu. Na Wimbledonie doszła do pierwszego finału wielkoszlemowego w deblu (grała w parze ze Swietłaną Kuzniecową). W finale Pucharu Federacji uzyskała wynik 1:2 (pokonała Anastasiję Myskinę, przegrała z Jeleną Diemientjewą oraz przegrała w decydującym meczu deblowym z Diemientjewą i Dinarą Safiną, jej partnerką była Mary Pierce). Francja przegrała finał 2:3.

### 2006
Był to jak do tej pory jej najlepszy sezon. Wygrała w nim swoje dwa pierwsze turnieje wielkoszlemowe i przez większość roku zajmowała pierwsze miejsce w rankingu. Siedem lat po awansie do pierwszego finału wielkoszlemowego (w Australian Open 1999), zdobyła swój pierwszy wielkoszlemowy tytuł. Triumfowała w Australian Open. Mając trzeci numer w rozstawieniu pokonała rozstawioną z numerem drugim Kim Clijsters w półfinale (Clijsters skreczowała w trzecim secie z powodu skręcenia prawej kostki). Następnie pokonała rozstawioną z numerem ósmym Justine Henin w finale (Henin skreczowała przy stanie 6:1, 2:0 dla Mauresmo z powodu problemów z układem pokarmowym). Była drugą najdłużej czekającą na zwycięstwo wielkoszlemowe zawodniczką w historii. Pierwszy raz wygrała w 32. próbie. Zwyciężyła także na Wimbledonie (mając pierwszy numer w rozstawieniu pokonała rozstawioną z numerem czwartym Mariję Szarapową w półfinale, następnie ograła rozstawioną z numerem trzecim Justine Henin 2:6, 6:3, 6:4 w finale). Została pierwszą mistrzynią Wimbledonu z Francji w erze Open. Jej wynik w finałach wielkoszlemowych wynosi teraz 2:1. W początkowej części sezonu wygrała dwa turnieje kategorii II: Open Gaz de France (jako najwyżej rozstawiona obroniła piłkę meczową w półfinale przeciwko Tatianie Golovin, następnie pokonała rozstawioną z numerem drugim Mary Pierce w finale) i Antwerpię (była rozstawiona z numerem drugim, pokonała najwyżej rozstawioną Kim Clijsters w finale). Trzykrotnie była finalistką: w Dosze (pokonała Martinę Hingis w półfinale, przegrała z Nadieżdą Pietrową w finale), Pekinie (pokonała Lindsay Davenport w ćwierćfinale i Jelenę Janković w półfinale, przegrała ze Swietłaną Kuzniecową w finale) i WTA Finals, gdzie broniła tytułu (zakwalifikowała się do turnieju z numerem trzecim w rankingu rocznym, awansowała do półfinału uzyskując wynik 2:1 w grupie, przegrała z Nadieżdą Pietrovą, ale pokonała Martinę Hingis i Justine Henin, następnie ograła Kim Clijsters w półfinale, w finale przegrała z Henin). Trzykrotnie osiągnęła półfinał turnieju: w Miami (przegrała ze Swietłaną Kuzniecową), Berlinie (pokonała Martinę Hingis w ćwierćfinale, przegrała z Justine Henin) i US Open (była rozstawiona z numerem pierwszym, pokonała grającą z dziką kartą Serenę Williams w czwartej rundzie, przegrała z późniejszą triumfatorką Mariją Szarapową w trzech setach). Czterokrotnie była ćwierćfinalistką: w Dubaju (przegrała ze Swietłaną Kuzniecową 6:7, 4:6, pomimo że miała trzy piłki setowe w tiebreaku pierwszego seta i prowadziła 3:0 w drugim, przez tę porażkę nie wygrała czwartego z rzędu turnieju, przerwana została też jej seria szesnastu kolejnych zwycięstw rozpoczęta w Australian Open), New Haven (przegrała z Lindsay Davenport), Moskwie (przegrała z Nicole Vaidišovą 6:1, 5:7, 6:7 po tym, jak prowadziła 5:2 w trzecim secie i miała trzy piłki meczowe) i Zurychu (wycofała się przed meczem z powodu kontuzji prawego ramienia). Nie osiągnęła ćwierćfinału w 3 z 17 startów: w Sydney (przegrała mecz otwierający sezon z Aną Ivanović), we French Open (była rozstawiona z numerem pierwszym, przegrała w czwartej rundzie z turniejową szesnastką Nicole Vaidišovą) i Eastbourne (przegrała mecz otwarcia z Nathalie Dechy). Rozpoczęła rok na trzecim miejscu w rankingu. 30 stycznia, po Australian Open, awansowała na drugą pozycję. Następnie powróciła na prowadzenie 20 marca. Utrzymała się na pierwszym miejscu przez 34 tygodnie. 6 listopada została wyprzedzona przez Justine Henin. W sumie była numerem jeden przez 39 tygodni (przez pięć tygodni w 2004). W Eastbourne, grając w parze ze Swietłaną Kuzniecową, wygrała swój drugi deblowy turniej. Najszybciej w historii kobiecego tenisa zarobiła milion dolarów w sezonie. Dokonała tego dochodząc do półfinału w Antwerpii. Poprawiła wynik Justine Henin z 2004 roku o miesiąc. Uzyskała wynik 1:1 w meczu pierwszej rundy Pucharu Federacji z Włochami (pokonała Flavię Pennettę, przegrała z Francescą Schiavone). Francja przegrała 1:4. Wycofała się z turniejów w Rzymie (z powodu choroby), Montrealu (z powodu naciągnięcia mięśnia prawego ramienia) i Stuttgarcie (z powodu kontuzji prawego ramienia).

### 2007

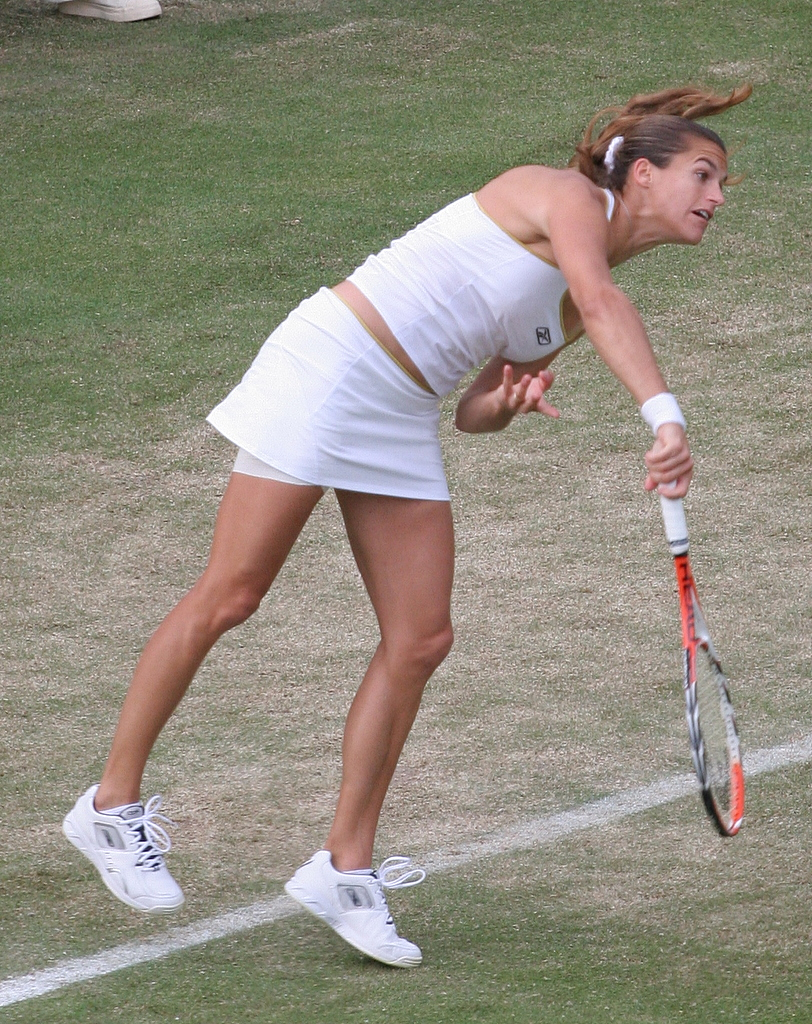
Amélie Mauresmo podczas Wimbledonu 2007

Po raz dziewiąty z rzędu zakończyła rok w czołowej dwudziestce rankingu, ale po raz pierwszy od siedmiu lat znalazła się poza czołową dziesiątką. W sezonie zdarzyły się jej dwie dwumiesięczne przerwy. Uzyskała wynik 13:4 w pierwszych pięciu startach. Doszła do ćwierćfinału w Sydney (była rozstawiona z numerem pierwszym, przegrała z Jeleną Janković), do czwartej rundy w Australian Open (była rozstawiona z numerem drugim i broniła tytułu, przegrała z Lucie Šafářovą 4:6, 3:6 po tym, jak prowadziła 4:1 w pierwszym secie), do półfinału w Open Gaz de France (była rozstawiona z numerem drugim, przegrała z rozstawioną z numerem czwartym Nadieżdą Pietrową 7:5, 4:6, 6:7 po tym, jak prowadziła 4:1 w trzecim secie i nie wykorzystała piłki meczowej przy stanie 7:6 w tiebreaku), wygrała turniej w Antwerpii (była rozstawiona z numerem pierwszym, pokonała rozstawioną z numerem drugim Kim Clijsters w finale, zdobyła swój trzeci z rzędu tytuł i wygrała wysadzaną diamentami złotą rakietę) oraz doszła do finału w Dubaju (była rozstawiona z numerem drugim, przegrała z Justine Henin w finale). W niedzielę 18 marca przeszła operację usunięcia wyrostka robaczkowego. Z powodu operacji wycofała się z turniejów w Miami, Amelia Island i Charleston (w sumie nie grała przez dwa miesiące). W meczach rozgrywanych na kortach ziemnych uzyskała wynik 5:4. Odpadła wcześnie w Berlinie (była rozstawiona z numerem drugim, przegrała w trzeciej rundzie z Juliją Wakułenko w trzech setach), Rzymie (była rozstawiona z numerem pierwszym, przegrała w drugiej rundzie z Samanthą Stosur 5:7, 7:6, 6:7 po tym, jak prowadziła 4:1 w trzecim secie i miała później dwie piłki meczowe) i we French Open (była rozstawiona z numerem piątym, przegrała w trzeciej rundzie z rozstawioną z numerem 25 Lucie Šafářovą). Doszła do finału w Strasburgu (była rozstawiona z numerem pierwszym, przegrała z rozstawioną z numerem szóstym Anabel Mediną Garrigues w trzech setach). Solidnie spisała się na kortach trawiastych. Doszła do finału w Eastbourne (była rozstawiona z numerem drugim, przegrała z rozstawioną z numerem pierwszym Justine Henin 5:7, 7:6, 6:7 po tym, jak prowadziła 4:2 i 5:3 w trzecim secie) i do czwartej rundy na Wimbledonie (była rozstawiona z numerem czwartym i broniła tytułu, przegrała z rozstawioną z numerem czternastym Nicole Vaidišovą w trzech setach). Uzyskała wynik 1:1 w półfinałowym meczu Pucharu Federacji z Włochami. Francja przegrała 2:3. Następnie wycofała się z turnieju w Toronto i US Open z powodu naciągnięcia prawego przywodziciela (w sumie pauzowała przez dziewięć tygodni). Powróciła na korty, ale nie udało się jej wygrać dwóch meczów w jednym turnieju w pozostałych czterech startach. Najlepszym uzyskanym rezultatem był ćwierćfinał w Pekinie (była rozstawiona z numerem trzecim, przegrała z Peng Shuai w trzech setach). Doszła do drugiej rundy w Zurychu (była rozstawiona z numerem ósmym, przegrała z Aloną Bondarenko w trzech setach) i odpadła w pierwszych rundach w Stuttgarcie (przegrała z Jeleną Diemientjewą) i Moskwie (przegrała z Wierą Zwonariową w trzech setach). Rozpoczęła rok na trzecim miejscu w rankingu. 9 lipca, po Wimbledonie, spadła z czwartej na szóstą pozycję (po tym jak spędziła 191 tygodni z rzędu w czołowej piątce rankingu). 10 września, po US Open, spadła z siódmej na jedenastą pozycję (po tym jak spędziła 270 tygodni z rzędu w czołowej dziesiątce rankingu). Ostatecznie zajęła osiemnaste miejsce w ogłoszonym 12 listopada końcowym rankingu rocznym (była to jej najniższa zajmowana pozycja od 11 lutego 2001).

### 2008
W styczniu doszła do ćwierćfinału w turnieju Gold Coast (była rozstawiona z numerem szóstym, przegrała z rozstawioną z numerem czwartym Patty Schnyder). Wycofała się z turnieju w Sydney z powodu naciągnięcia mięśnia prawego uda. Doszła do trzeciej rundy w Australian Open (była rozstawiona z numerem osiemnastym, przegrała w trzech setach z Casey Dellacqua). W lutym osiągnęła ćwierćfinał w turnieju Open Gaz de France (była rozstawiona z numerem szóstym, przegrała z najwyżej rozstawioną, późniejszą triumfatorką Anną Czakwetadze w trzech setach). Przegrała w drugiej rundzie turnieju w Dosze (była rozstawiona z numerem czternastym, uległa zawodniczce z eliminacji Tamarine Tanasugarn 6:7, 5:7 po tym, jak miała piłkę setową przy stanie 6:5 w tiebreaku pierwszego seta i prowadziła 5:3 w drugim). Osiągnęła ćwierćfinał turnieju w Dubaju (przegrała z rozstawioną z numerem drugim Swietłaną Kuzniecową 1:6, 6:7 po tym, jak prowadziła 5:3 w drugim secie). W marcu doszła do trzeciej rundy w Indian Wells (była rozstawiona z numerem siedemnastym, przegrała z rozstawioną z numerem piętnastym Aloną Bondarenko) i Miami (była rozstawiona z numerem dwudziestym czwartym, przegrała w trzech setach z Zheng Jie). W kwietniu osiągnęła ćwierćfinał w Amelia Island (była rozstawiona z numerem jedenastym, po drodze pokonała rozstawioną z numerem siódmym Agnieszkę Radwańską i odniosła 500 zwycięstwo w singlu, została dwudziestą czwartą zawodniczką, której udała się ta sztuka, przegrała z Dominiką Cibulkovą 1:6, 6:7 po tym, jak prowadziła 5:3 w drugim secie). Uzyskała wynik 2:0 w meczu Pucharu Federacji pomiędzy Japonią i Francją. Francja wygrała 4:1 i awansowała do grupy światowej. W maju wycofała się z turniejów w Berlinie i Rzymie z powodu naciągnięcia prawego mięśnia międzyżebrowego.

## Finały turniejów WTA
| Legenda                     | Legenda |
| --------------------------- | ------- |
| Wielki Szlem                |         |
| Igrzyska olimpijskie        |         |
| WTA Tour Championships      |         |
| 1988 – 2008                 |         |
| Kategoria I                 |         |
| Kategoria II                |         |
| Kategoria III               |         |
| Kategoria IV                |         |
| Kategoria V                 |         |
| 2009 – 2020                 |         |
| WTA Premier Mandatory       |         |
| WTA Premier 5               |         |
| WTA Premier                 |         |
| WTA International Series    |         |
| WTA 125K series (2012–2020) |         |

### Gra pojedyncza 48 (25-23)
| Końcowy wynik | Nr  | Data                 | Turniej         | Nawierzchnia    | Przeciwniczka           | Wynik finału           |
| ------------- | --- | -------------------- | --------------- | --------------- | ----------------------- | ---------------------- |
| Finalistka    | 1.  | 11 maja 1998         | Berlin          | Ceglana         | Conchita Martínez       | 4:6, 4:6               |
| Finalistka    | 2.  | 18 stycznia 1999     | Australian Open | Twarda          | Martina Hingis          | 2:6, 3:6               |
| Finalistka    | 3.  | 22 lutego 1999       | Paryż           | Dywanowa (hala) | Serena Williams         | 2:6, 6:3, 6:7(4)       |
| Zwyciężczyni  | 1.  | 18 października 1999 | Bratysława      | Twarda (hala)   | Kim Clijsters           | 6:3, 6:3               |
| Zwyciężczyni  | 2.  | 11 stycznia 2000     | Sydney          | Twarda          | Lindsay Davenport       | 7:6(2), 6:4            |
| Finalistka    | 4.  | 1 maja 2000          | Bol             | Ceglana         | Tina Pisnik             | 6:7(4), 6:7(2)         |
| Finalistka    | 5.  | 15 maja 2000         | Rzym            | Ceglana         | Monica Seles            | 2:6, 6:7(4)            |
| Zwyciężczyni  | 3.  | 5 lutego 2001        | Paryż           | Dywanowa (hala) | Anke Huber              | 7:6(2), 6:1            |
| Zwyciężczyni  | 4.  | 12 lutego 2001       | Nicea           | Twarda (hala)   | Magdalena Maleewa       | 6:2, 6:0               |
| Zwyciężczyni  | 5.  | 9 kwietnia 2001      | Amelia Island   | Ceglana         | Amanda Coetzer          | 6:4, 7:5               |
| Zwyciężczyni  | 6.  | 7 maja 2001          | Berlin          | Ceglana         | Jennifer Capriati       | 6:4, 2:6, 6:3          |
| Finalistka    | 6.  | 14 maja 2001         | Rzym            | Ceglana         | Jelena Dokić            | 6:7(3), 1:6            |
| Zwyciężczyni  | 7.  | 18 lutego 2002       | Dubaj           | Twarda          | Sandrine Testud         | 6:4, 7:6(3)            |
| Zwyciężczyni  | 8.  | 12 sierpnia 2002     | Montreal        | Twarda          | Jennifer Capriati       | 6:4, 6:1               |
| Finalistka    | 7.  | 3 lutego 2003        | Paryż           | Dywanowa (hala) | Serena Williams         | 3:6, 2:6               |
| Zwyciężczyni  | 9.  | 28 kwietnia 2003     | Warszawa        | Ceglana         | Venus Williams          | 6:7(6), 6:0, 3:0 krecz |
| Finalistka    | 8.  | 12 maja 2003         | Rzym            | Ceglana         | Kim Clijsters           | 6:3, 6:7(3), 0:6       |
| Finalistka    | 9.  | 29 września 2003     | Moskwa          | Dywanowa (hala) | Anastasija Myskina      | 2:6, 4:6               |
| Zwyciężczyni  | 10. | 27 października 2003 | Filadelfia      | Twarda (hala)   | Anastasija Myskina      | 5:7, 6:0, 6:2          |
| Finalistka    | 10. | 3 listopada 2003     | Los Angeles     | Twarda (hala)   | Kim Clijsters           | 2:6, 0:6               |
| Finalistka    | 11. | 12 stycznia 2004     | Sydney          | Twarda          | Justine Henin-Hardenne  | 4:6, 4:6               |
| Finalistka    | 12. | 5 kwietnia 2004      | Amelia Island   | Ceglana         | Lindsay Davenport       | 4:6, 4:6               |
| Zwyciężczyni  | 11. | 3 maja 2004          | Berlin          | Ceglana         | Venus Williams          | walkower               |
| Zwyciężczyni  | 12. | 10 maja 2004         | Rzym            | Ceglana         | Jennifer Capriati       | 3:6, 6:3, 7:6(6)       |
| Zwyciężczyni  | 13. | 2 sierpnia 2004      | Montreal        | Twarda          | Jelena Lichowcewa       | 6:1, 6:0               |
| Finalistka    | 13. | 16 sierpnia 2004     | Ateny           | Twarda          | Justine Henin-Hardenne  | 3:6, 3:6               |
| Finalistka    | 14. | 4 października 2004  | Filderstadt     | Twarda (hala)   | Lindsay Davenport       | 2:6, krecz             |
| Zwyciężczyni  | 14. | 18 października 2004 | Linz            | Twarda (hala)   | Jelena Bowina           | 6:2, 6:0               |
| Zwyciężczyni  | 15. | 25 października 2004 | Filadelfia      | Twarda (hala)   | Wiera Zwonariowa        | 3:6, 6:2, 6:2          |
| Finalistka    | 15. | 13 lutego 2005       | Paryż           | Dywanowa (hala) | Dinara Safina           | 4:6, 6:2, 3:6          |
| Zwyciężczyni  | 16. | 20 lutego 2005       | Antwerpia       | Dywanowa (hala) | Venus Williams          | 4:6, 7:5, 6:4          |
| Zwyciężczyni  | 17. | 9 maja 2005          | Rzym            | Ceglana         | Patty Schnyder          | 2:6, 6:3, 6:4          |
| Finalistka    | 16. | 22 sierpnia 2005     | New Haven       | Twarda          | Lindsay Davenport       | 4:6, 4:6               |
| Finalistka    | 17. | 3 października 2005  | Filderstadt     | Twarda (hala)   | Lindsay Davenport       | 2:6, 4:6               |
| Zwyciężczyni  | 18. | 31 października 2005 | Filadelfia      | Twarda (hala)   | Jelena Diemientjewa     | 7:5, 2:6, 7:5          |
| Zwyciężczyni  | 19. | 13 listopada 2005    | Los Angeles     | Twarda (hala)   | Mary Pierce             | 5:7, 7:6(3), 6:4       |
| Zwyciężczyni  | 20. | 28 stycznia 2006     | Australian Open | Twarda          | Justine Henin-Hardenne  | 6:1, 2:0 krecz         |
| Zwyciężczyni  | 21. | 12 lutego 2006       | Paryż           | Dywanowa (hala) | Mary Pierce             | 6:1, 7:6(2)            |
| Zwyciężczyni  | 22. | 19 lutego 2006       | Antwerpia       | Dywanowa (hala) | Kim Clijsters           | 3:6, 6:3, 6:3          |
| Finalistka    | 18. | 4 marca 2006         | Doha            | Twarda          | Nadieżda Pietrowa       | 3:6, 5:7               |
| Zwyciężczyni  | 23. | 8 lipca 2006         | Wimbledon       | Trawiasta       | Justine Henin-Hardenne  | 2:6, 6:3, 6:4          |
| Finalistka    | 19. | 18 września 2006     | Pekin           | Twarda          | Swietłana Kuzniecowa    | 4:6, 0:6               |
| Finalistka    | 20. | 6 listopada 2006     | Madryt          | Twarda (hala)   | Justine Henin-Hardenne  | 4:6, 3:6               |
| Zwyciężczyni  | 24. | 18 lutego 2007       | Antwerpia       | Dywanowa (hala) | Kim Clijsters           | 6:4, 7:6(4)            |
| Finalistka    | 21. | 24 lutego 2007       | Dubaj           | Twarda          | Justine Henin           | 4:6, 5:7               |
| Finalistka    | 22. | 21 maja 2007         | Strasburg       | Ceglana         | Anabel Medina Garrigues | 4:6, 6:4, 4:6          |
| Finalistka    | 23. | 18 czerwca 2007      | Eastbourne      | Trawiasta       | Justine Henin           | 5:7, 7:6(4), 6:7(2)    |
| Zwyciężczyni  | 25. | 15 lutego 2009       | Paryż           | Dywanowa (hala) | Jelena Diemientjewa     | 7:6(7), 2:6, 6:4       |

### Gra podwójna 4 (3-1)
| Końcowy wynik | Nr | Data                 | Turniej    | Nawierzchnia    | Partnerka            | Przeciwniczki                    | Wynik finału   |
| ------------- | -- | -------------------- | ---------- | --------------- | -------------------- | -------------------------------- | -------------- |
| Zwyciężczyni  | 1. | 16 października 2000 | Linz       | Dywanowa (hala) | Chanda Rubin         | Ai Sugiyama Nathalie Tauziat     | 6:4, 6:4       |
| Finalistka    | 1. | 3 lipca 2005         | Wimbledon  | Trawiasta       | Swietłana Kuzniecowa | Cara Black Liezel Huber          | 2:6, 1:6       |
| Zwyciężczyni  | 2. | 16 czerwca 2006      | Eastbourne | Trawiasta       | Swietłana Kuzniecowa | Liezel Huber Martina Navrátilová | 6:2, 6:4       |
| Zwyciężczyni  | 3. | 5 kwietnia 2009      | Miami      | Twarda          | Swietłana Kuzniecowa | Květa Peschke Lisa Raymond       | 4:6, 6:3, 10-3 |

## Osiągnięcia w turniejach wielkoszlemowych

### Gra pojedyncza
| Turniej         | 1995 | 1996 | 1997 | 1998 | 1999 | 2000 | 2001 | 2002 | 2003 | 2004 | 2005 | 2006 | 2007 | 2008 | 2009 | Wygrane |
| Australian Open | –    | –    | –    | 3R   | F    | 2R   | 4R   | QF   | –    | QF   | QF   | W    | 4R   | 3R   | 3R   | 1       |
| French Open     | 1R   | 2R   | 2R   | 1R   | 2R   | 4R   | 1R   | 4R   | QF   | QF   | 3R   | 4R   | 3R   | 2R   | 1R   | 0       |
| Wimbledon       | –    | –    | –    | 2R   | –    | 1R   | 3R   | SF   | –    | SF   | SF   | W    | 4R   | 3R   | 4R   | 1       |
| US Open         | –    | –    | –    | 3R   | 4R   | –    | QF   | SF   | QF   | QF   | QF   | SF   | –    | 4R   | 2R   | 0       |

### Gra podwójna
| Turniej         | 1995 | 1996 | 1997 | 1998 | 1999 | 2000 | 2001 | 2002 | 2003 | 2004 | 2005 | 2006 | 2007 | 2008 | 2009 | Wygrane |
| Australian Open | –    | –    | –    | –    | QF   | 2R   | –    | –    | –    | –    | –    | 3R   | 2R   | 2R   | –    | 0       |
| French Open     | 1R   | 1R   | 2R   | 2R   | 1R   | 1R   | –    | 1R   | –    | –    | –    | –    | 1R   | –    | –    | 0       |
| Wimbledon       | –    | –    | –    | –    | –    | 3R   | 2R   | –    | –    | –    | F    | 2R   | –    | –    | 3R   | 0       |
| US Open         | –    | –    | –    | –    | 3R   | –    | 2R   | –    | –    | –    | –    | –    | –    | –    | –    | 0       |

## Finały juniorskich turniejów wielkoszlemowych

### Gra pojedyncza (2)
| Końcowy wynik | Rok  | Turniej     | Nawierzchnia | Przeciwniczka       | Wynik finału  |
| Zwyciężczyni  | 1996 | French Open | Ceglana      | Meghann Shaughnessy | 6:0, 6:4      |
| Zwyciężczyni  | 1996 | Wimbledon   | Trawiasta    | Magüi Serna         | 4:6, 6:3, 6:4 |

### Gra podwójna (1)
| Końcowy wynik | Rok  | Turniej   | Nawierzchnia | Partnerka              | Przeciwniczki                  | Wynik finału  |
| Zwyciężczyni  | 1996 | Wimbledon | Trawiasta    | Wolha Barabanszczykawa | Lilia Osterloh Samantha Reeves | 5:7, 6:3, 6:1 |

## Życie prywatne
Jej trenerem od turnieju w Rzymie w 2002 jest trener francuskiej reprezentacji występującej w Pucharze Federacji Loïc Courteau. Matka ma na imię Françoise. Ojciec, Francis, umarł 12 marca 2004. Ma starszego brata, Fabiena, który, podobnie jak ojciec, jest inżynierem. Twierdzi, że postanowiła zająć się tenisem tuż przed skończeniem czwartego roku życia, po obejrzeniu w telewizji triumfującego we French Open 1983 Yannicka Noah. Była zaszczycona kiedy Noah powołał ją do reprezentacji Francji występującej w Pucharze Federacji w 1998. Lubi narciarstwo alpejskie, gokarty, jazdę konną, windsurfing i muzykę Dido. Od pięciu lat ma złotego psa myśliwskiego o imieniu Sophia. Lubi czerwone wina. Ma prywatną winnicę. Najlepiej ze swojej kariery wspomina moment, w którym została pierwszą z Francji liderką rankingu WTA we wrześniu 2004.
Amélie Mauresmo jest lesbijką. Swoją orientację ujawniła podczas konferencji prasowej w trakcie Australian Open 1999. Wskazała przy tym na przejawy nietolerancji, jakich doznała ze względu na orientację seksualną oraz atletyczną budowę ciała (m.in. Martina Hingis nazwała ją pół-facetem, utraciła niektóre kontrakty reklamowe oraz sponsorów). W wywiadzie dla miesięcznika LGBT „Têtu” w marcu 1999 roku opisała swój publiczny coming out:
Udzielałam wywiadu dla dziennika „Le Figaro” i dziennikarka chcąc napisać coś o mnie zapytała dlaczego się przeprowadziłam. Odpowiedziałam, że moja dziewczyna mieszka w St-Tropez. Potem spotkałam się z dziennikarzami telewizyjnymi, którym powiedziałam, że jeśli pokazują mojego trenera czy moją dziewczynę, to niech to powiedzą. Następnie podczas konferencji prasowej, bodajże po meczu z Patti Schnyder, ktoś zadał mi pytanie dotyczące przeprowadzki, dziennikarz chciał poznać imię mojej dziewczyny etc. Po prostu odpowiadałam na pytania które mi stawiano...
W 2007 r. znalazła się wśród setki najseksowniejszych kobiet świata opublikowanej w lesbijskim portalu internetowym „AfterEllen”.
9 kwietnia 2015 Mauresmo ogłosiła, że jest w ciąży. 16 sierpnia urodziła syna, który otrzymał imię Aaron. 14 listopada 2016 złożyła rezygnację z funkcji kapitana francuskiej reprezentacji w Pucharze Federacji z powodu swojej drugiej ciąży. Jej córka Ayla urodziła się 20 kwietnia 2017.

## Udział w filmach
Amélie Mauresmo wzięła udział w kilku produkcjach filmowych, z których wymienia się:
- 2004: Les 11 commandements jako ona sama
- 2008: Asterix na olimpiadzie jako Amélix